# ポーター (鳩)

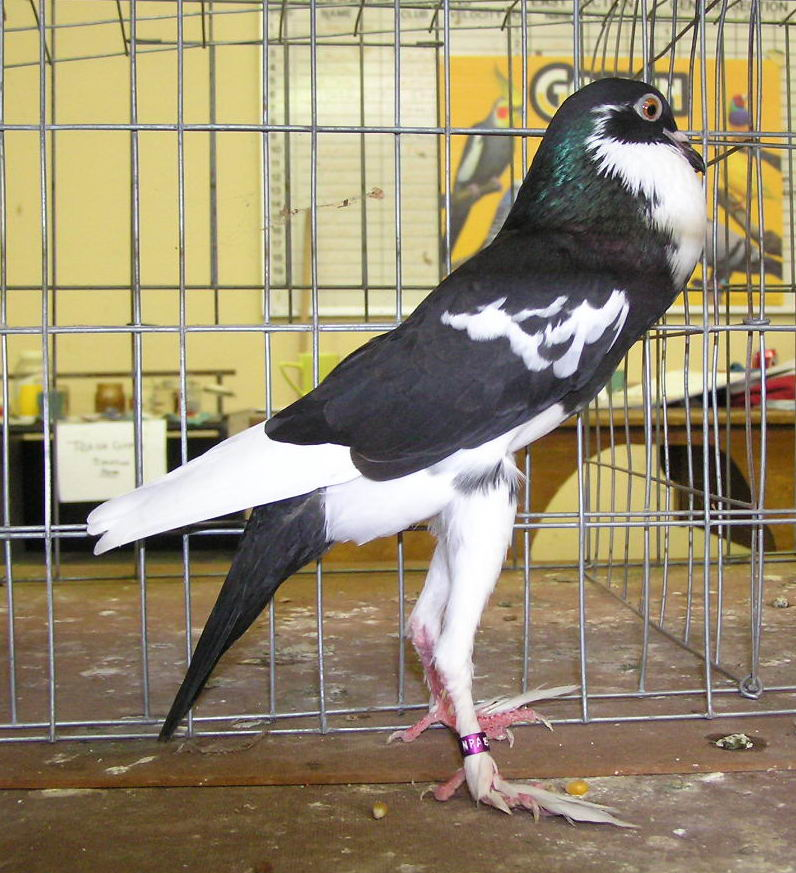
Pigmy Pouter

ポーター(Pouter)は、家畜化されたカワラバト(Columba livia)で、大きなサイズと長い足、空気で膨らんだ素嚢が特徴である。
その特異な外見から、主に観賞用として育成される。育成の発祥は分かっていないが、ヨーロッパでは少なくとも400年以上は育成されている。
日本では近年まであまり知られていなかったが、2000年代にバラエティ番組内で紹介されたのをきっかけに知名度が上がった。

## 主な種類
- Brunner Pouter
- English Pouter
- Norwich Cropper
- Pigmy Pouter